# Journal of Physics: Condensed Matter
Le Journal of Physics: Condensed Matter est une revue hebdomadaire internationale à comité de lecture pour les problèmes de physique de la matière condensée. Elle est publiée en anglais par IOP Publishing. Son facteur d'impact en 2021 est 2.745 selon le Journal Citation Reports.

## Indexation
Le journal est indexé dans les bases de données suivantes:
- Astrophysics Data System
- Cambridge Scientific Abstracts (en)
- Chemical Abstracts Service
- Compendex
- Current Contents
- GeoRef
- Système international d'information nucléaire
- Inspec
- Pascal
- PubMed
- VINITI Database RAS (en)
- Science Citation Index
- Scopus
- Materials Science Citation Index (en)